# بيوتر سيميونوف تيان شانسكي

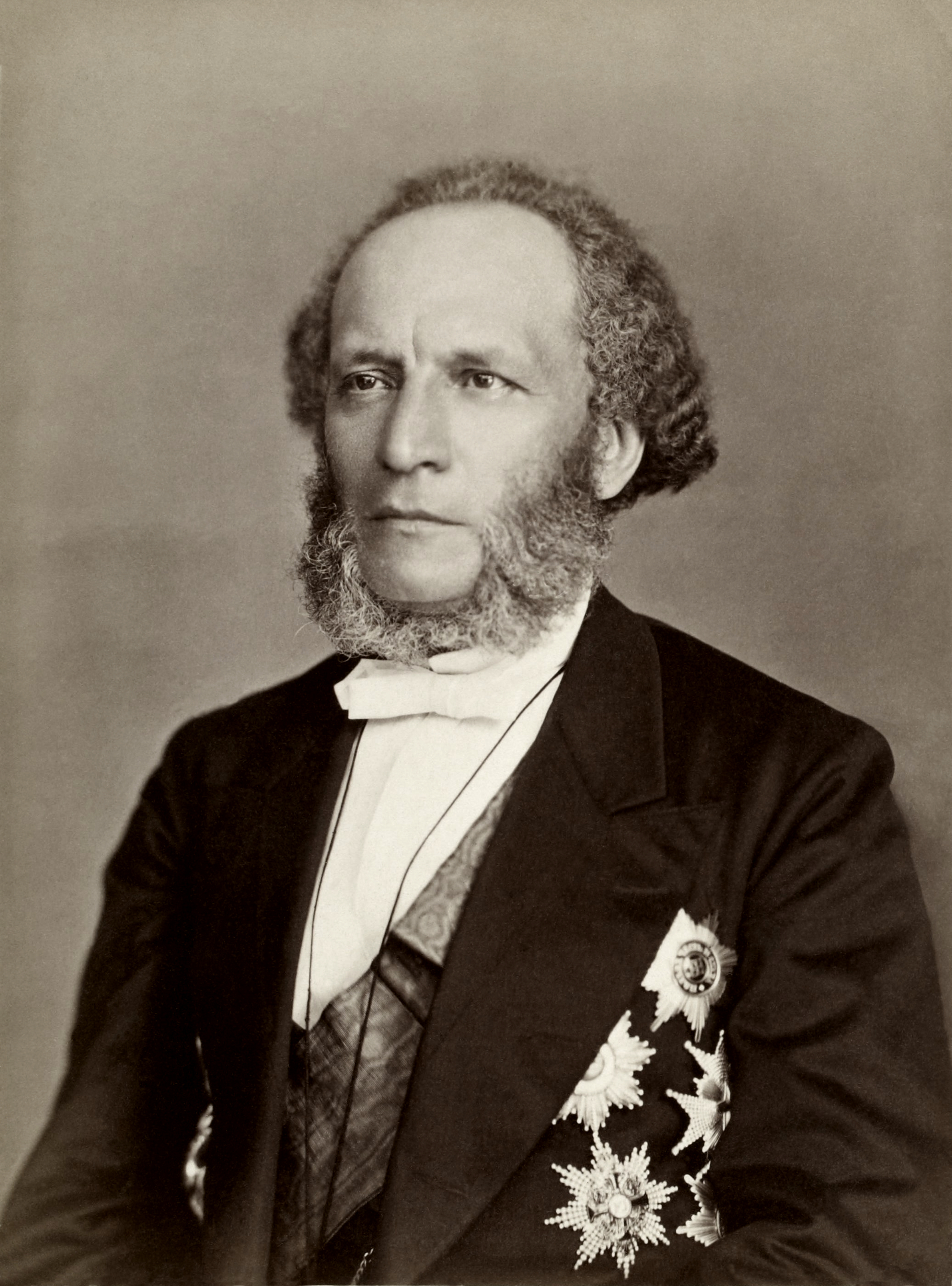
بيوتر شانسكي في السبعينيات.

بيوتر بيتروفيتش سيميونوف تيان شانسكي (بالروسية: Пётр Петрович Семёнов-Тян-Шанский. 14 يناير 1827 - 11 مارس 1914) هوَ جغرافي وإحصائي روسي أدارَ الجمعية الجغرافية الروسية لأكثر من 40 عاماً.
وُلِدَ بيوتر لعائلة نبيلة ودرس في جامعة سانت بطرسبرغ الحكومية، وبرفقة فيودور دوستويفسكي، ارتادَ بيوتر جماعةً سريّة تثناقش المواضيع الحساسة في ذلك الزمان عُرِفت باسم رابطة بيتراشيفسكي. وفي خمسينيات القرن التاسع عشر، درسَ الجغرافيا والجيولوجيا في برلين على يَد ألكسندر هومبولت وكارل ريتر الذي ترجَم أعمالَه إلى الروسيّة. وباقتراحٍ من هومبولت، عَزم على استكشاف جبال تيان شان التي كان قسمٌ كبير منها مجهولاً في تلك الأيام. وبدأ رحلته عام 1856 من مدينة بارناول عَبر خلالها جبال ألتاي وبحيرة إيسيك كول. وعاد للجبال في العام الذي يليه لاستكشاف المناطق الداخلية التي تُعتَبر مجهولةً حتّى اليوم. يُعتَبر بيوتر في التاريخ المثسجّل أول أوروبي يُشاهد الجمال الطبيعي لجبال تيان شان وقمّة جبل خان تنغري المرتفعة.
وكان أحد اكتشافات بيوتر هو دحضه للنظرية القائلة بأن جبال تيان شان جبال بركانية، حيث لم يُلاحظ أيّة نشاط بركاني في أي مكان في الجبال. وفي السنة التي تليها نَشَر أوّل دراسة لوصفٍ منهجي أكاديمي للجبال. وبع نصف قرن كرّمه الإمبراطور نيقولا الثاني بأن وضع اللاحقة تيان-شانسكي بعد اسمه (وهي توضع لنسبه لتلك الجبال).
كما أصبح بيوتر مهتماً بالإحصاء وبذل قصارى جهده للنهوض به في روسيا. وقد شغل منصب رئيس اللجنة المركزية للإحصاء من عام 1864 حتى عام 1874، حينها تحولت إلى لجنة إحصائية تابعة لوزارة الداخلية، وظلّ رئيساً لها حتى عام 1891. ويرجع له الفضل في محاولة إجراء أوّل إحصاء للسكان في الإمبراطورية الروسية عام 1897، وفي نفس العام عُيّن عضواً في مجلس الإمبراطورية الروسية.
وخلال زياراته المتكررة إلى سويسرا وإيطاليا وفرنسا، قام بيوتر بشراء وتجميع مجموعةٍ كبيرة من لوحاتٍ لفنّانين هولنديين قُدامى وهي الآن موجودة في متحف هيرميتاج. كما قام بجمع أكثَر من 700 ألف حشرة، أكثَر من 100 نوع منها جديد تم تسميته بعد موته. وقد كان بيوتر عضواً في 53 جمعيّة علمية ومديراً للجمعية الجغرافية الروسية منذ عام 1873 حتّى وفاته مُستخدماً منصبه في تشجيع الجغرافيين والمستكشفين على استكشاف أراضي روسيا الداخلية مثل نيقولاي برزوالسكي وبيوتر كوزلوف.

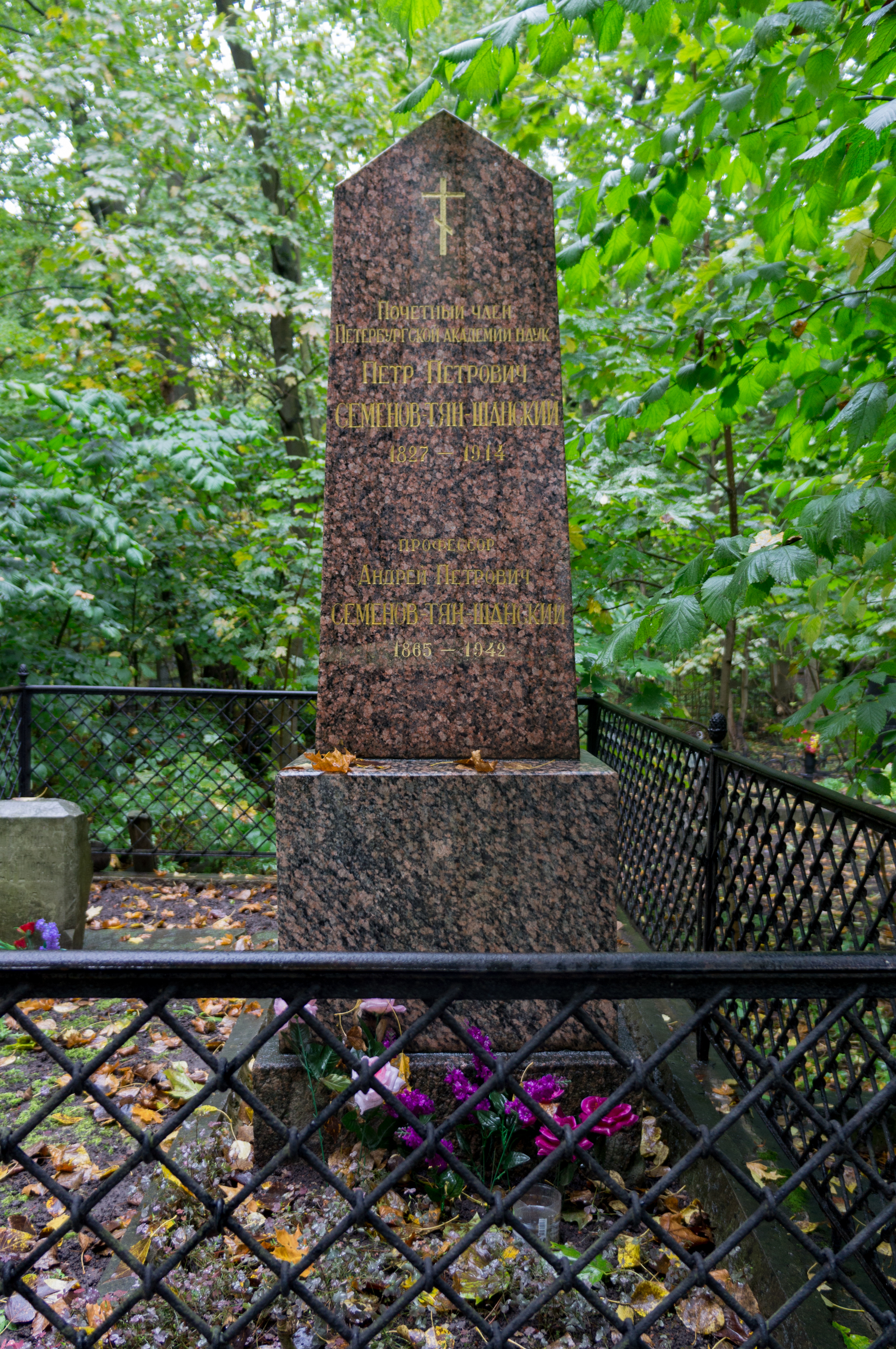
قبر بيوتر سيميونوف في مقبرة سمولينسكي.

وقد صدرت مُذكّرات بيوتر بعد وفاته على أربع مجلّدات. وتوفّي في سانت بطرسبرغ 11 مارس 1914 بسبب الالتهاب الرئوي ودفن في مقبرة سمولينسكي.